# Xã Walnut Lake, Quận Desha, Arkansas
Xã Walnut Lake (tiếng Anh: Walnut Lake Township) là một xã thuộc quận Desha, tiểu bang Arkansas, Hoa Kỳ. Năm 2010, dân số của xã này là 246 người.